# 豊川市立八南保育園

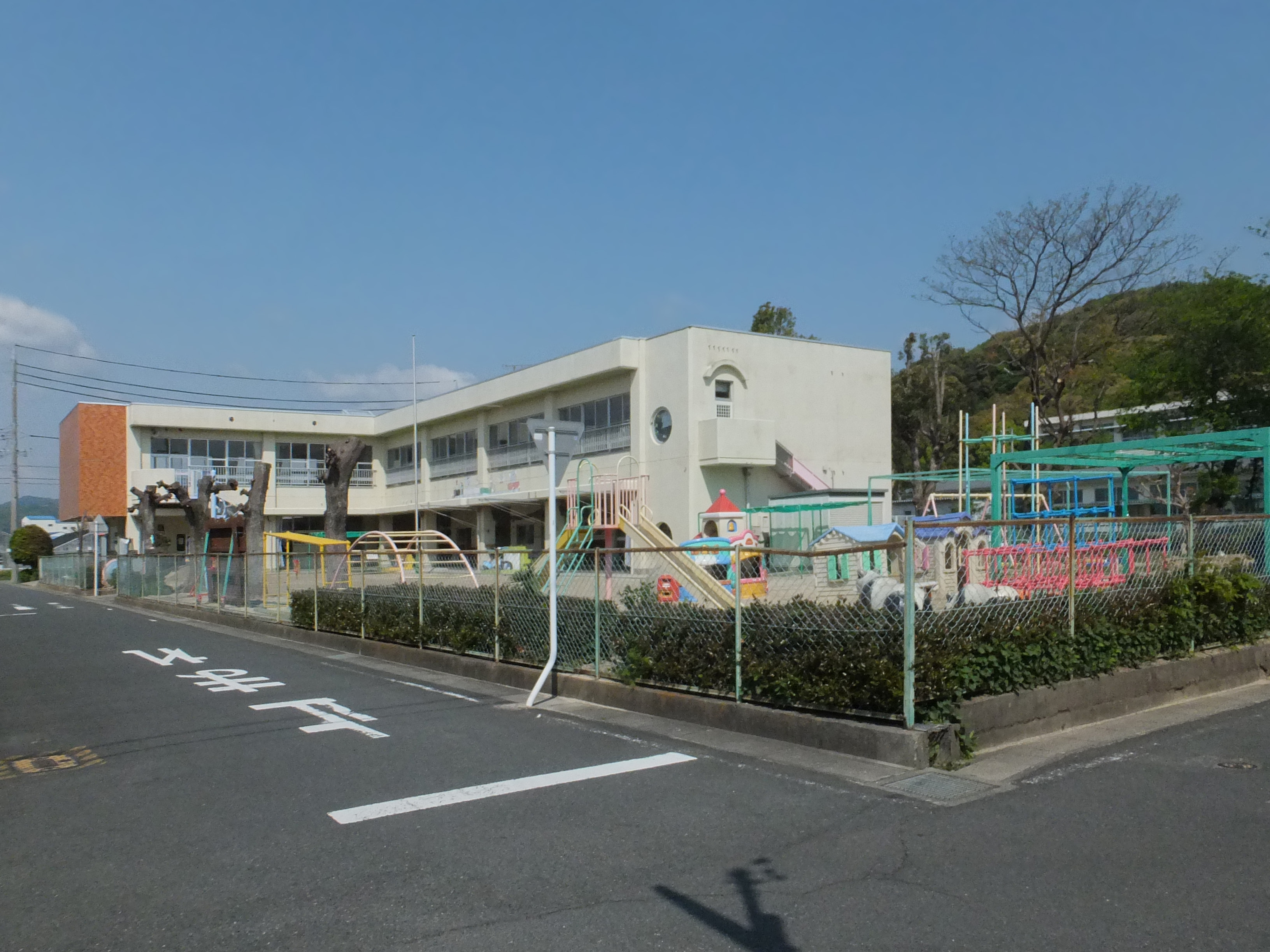
豊川市立八南保育園

豊川市立八南保育園（とよかわしりつはちなんほいくえん）は、愛知県豊川市にある公立の保育所である。

## 概要
八南保育園は、豊川市の中心部よりやや北西側に所在する。花ノ木住宅と呼ばれる分譲地の一角にあり、敷地の北隣に豊川市立中部中学校、また比較的至近に豊川市立八南小学校がある。
1946年に設立された民間福祉団体『恩賜財団同胞援護会』により、同年設置された総合社会福祉施設『豊川同胞園』の母子保護施設『豊川職業補導所』の保育所として開設されたのが始まりである。『豊川同胞園』は豊川海軍工廠の附属関連施設である第九男子工員寄宿舎の施設を利用し開設されたもので、子女を持つ無配偶者や在外者留守家族である母子を収容して、児童福祉と生活援護、また母親の職業習練や人格の修養を図ることを目的としていた。保育所の施設は、保育室四室と遊戯室一室に加え、屋外運動場、給食準備室、便所を備えていた。『豊川同胞園』は1964年に閉鎖されることになったが、保育所の施設は市立化の上存置されることとなり、豊川市立八南保育園と改称され現在に至る。保育所以外の敷地はのちに愛知県住宅供給公社により分譲され、花ノ木住宅として生まれ変わっている。

## 沿革
- 1946年 - 恩賜財団同胞援護会愛知県支部豊川職業補導所（豊川同胞園）保育所として設置される。
- 1964年 - 豊川市立八南保育園に改称。
- 1979年 - 初代園舎取り壊し、二代目園舎新築工事のため、夏期より半年間、野口町長万の野口児童遊園内に仮園舎を設置。
- 1980年 - 二代目園舎竣工。

## 所在地等
- 〒442-0851　愛知県豊川市野口町花ノ木40

## 交通
- 名鉄豊川線 八幡駅より徒歩約20分
- 豊川線 諏訪町駅（豊川体育館前バス停）から豊川市コミュニティバスゆうあいの里小坂井線（ゆうあいの里行き）で約20分、市田停留所下車、徒歩5分